# 글러브 엔터테인먼트
글러브 엔터테인먼트(Glove Entertainment)는 대한민국의 연예기획사이다.

## 역사
회사 설립일이 2009년인데 본래 연예 업종의 전자부품 제조 사업을 하던 업체였으나 본격적인 연예 기획 사업은 박효신이 전속 계약한 2016년부터 시작했다. 소속사의 첫 아티스트 박효신을 시작으로 1인기획사 형태로 운영되다가 2017년 4월 12일에는 새로운 아티스트로 정재일이 영입 됐음을 알렸다. 글러브엔터테인먼트는 향후 음악적 역량을 갖춘 여러 아티스트들과 함께한다고 밝힌 바 있다.

## 이전 소속 아티스트
- 정재일
- 이진욱